# Заирджа

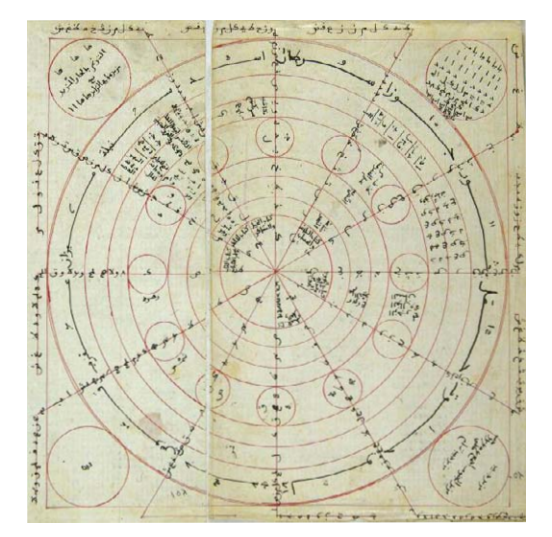

Заирджа (араб. زايرجة‎) — средневековое арабское астрологическое и гадательное приспособление. Заирджа представляет собой доску, разделённую на сто полей, на каждом поле изображена арабская буква. По всей видимости, происхождение заирджа связано с зиджами — астрономическими таблицами. Методика толкования результатов гадания с помощью заирджа является частью ильм аль хуруфа, науки о буквах, эзотерической системы в составе джафра, арабско-персидской магии.